# Codonocarpus cotinifolius
Codonocarpus cotinifolius är en tvåhjärtbladig växtart som först beskrevs av René Louiche Desfontaines, och fick sitt nu gällande namn av Ferdinand von Mueller. Codonocarpus cotinifolius ingår i släktet Codonocarpus, och familjen Gyrostemonaceae. Inga underarter finns listade i Catalogue of Life.

## Bildgalleri

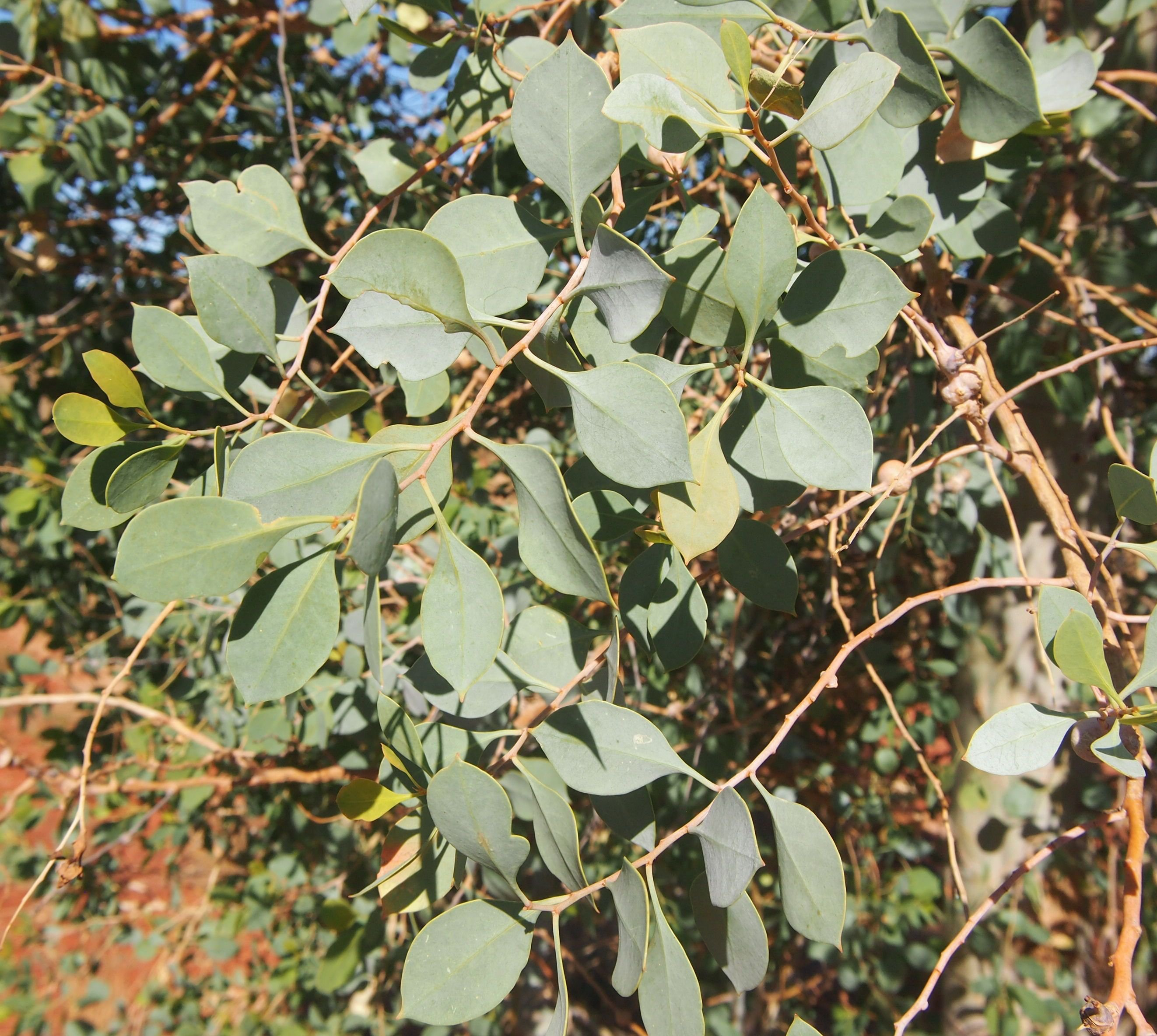
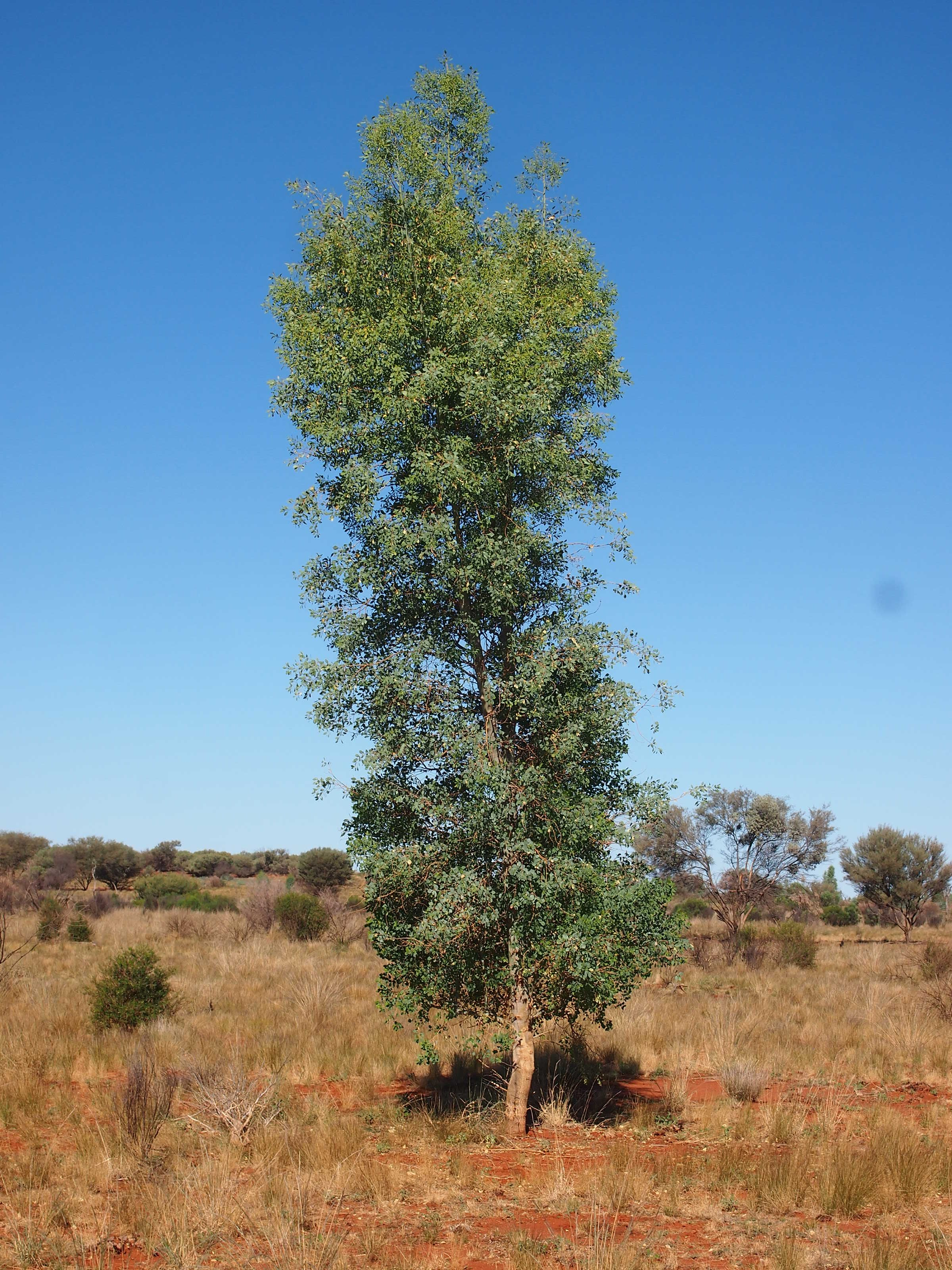
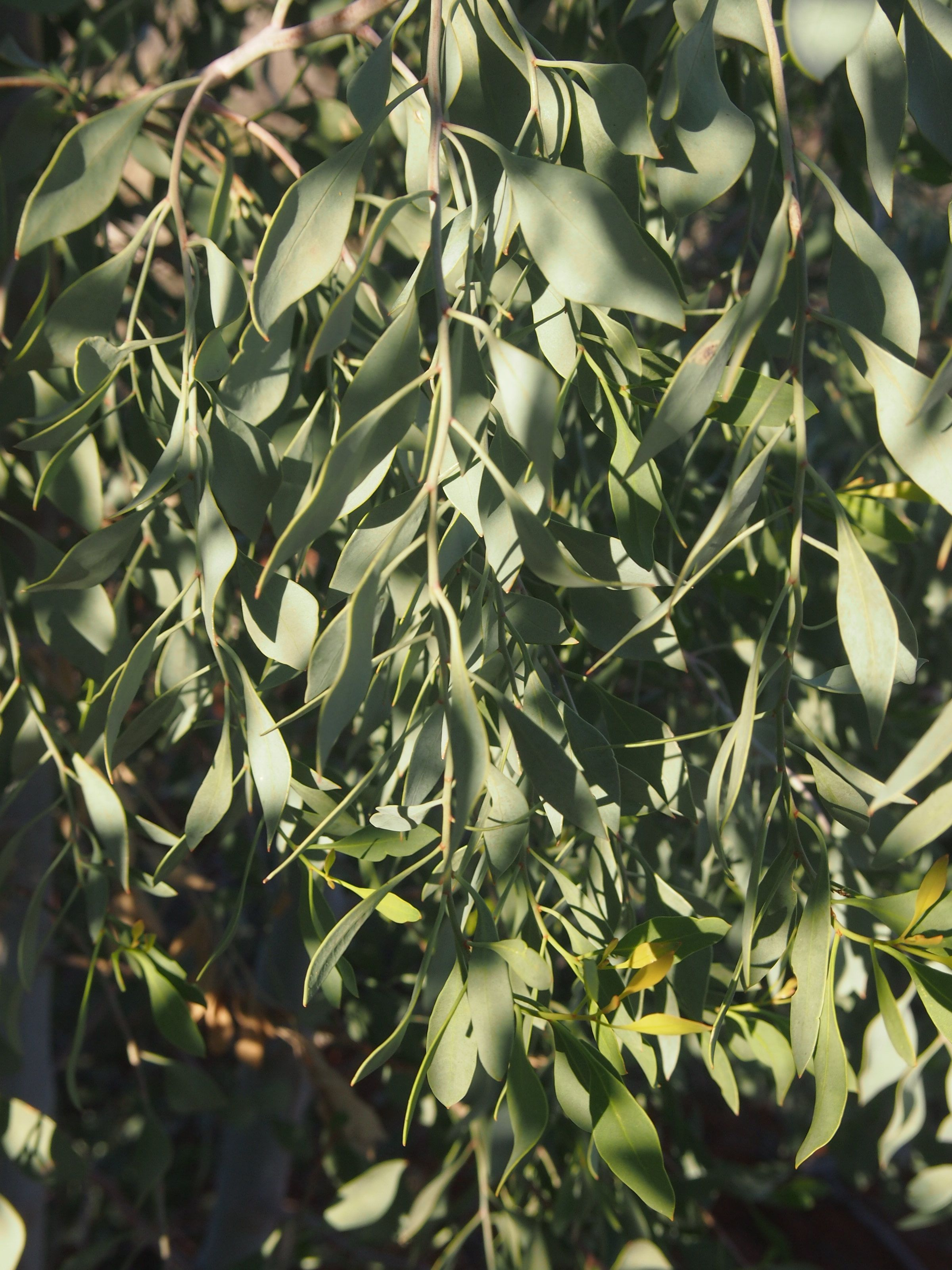
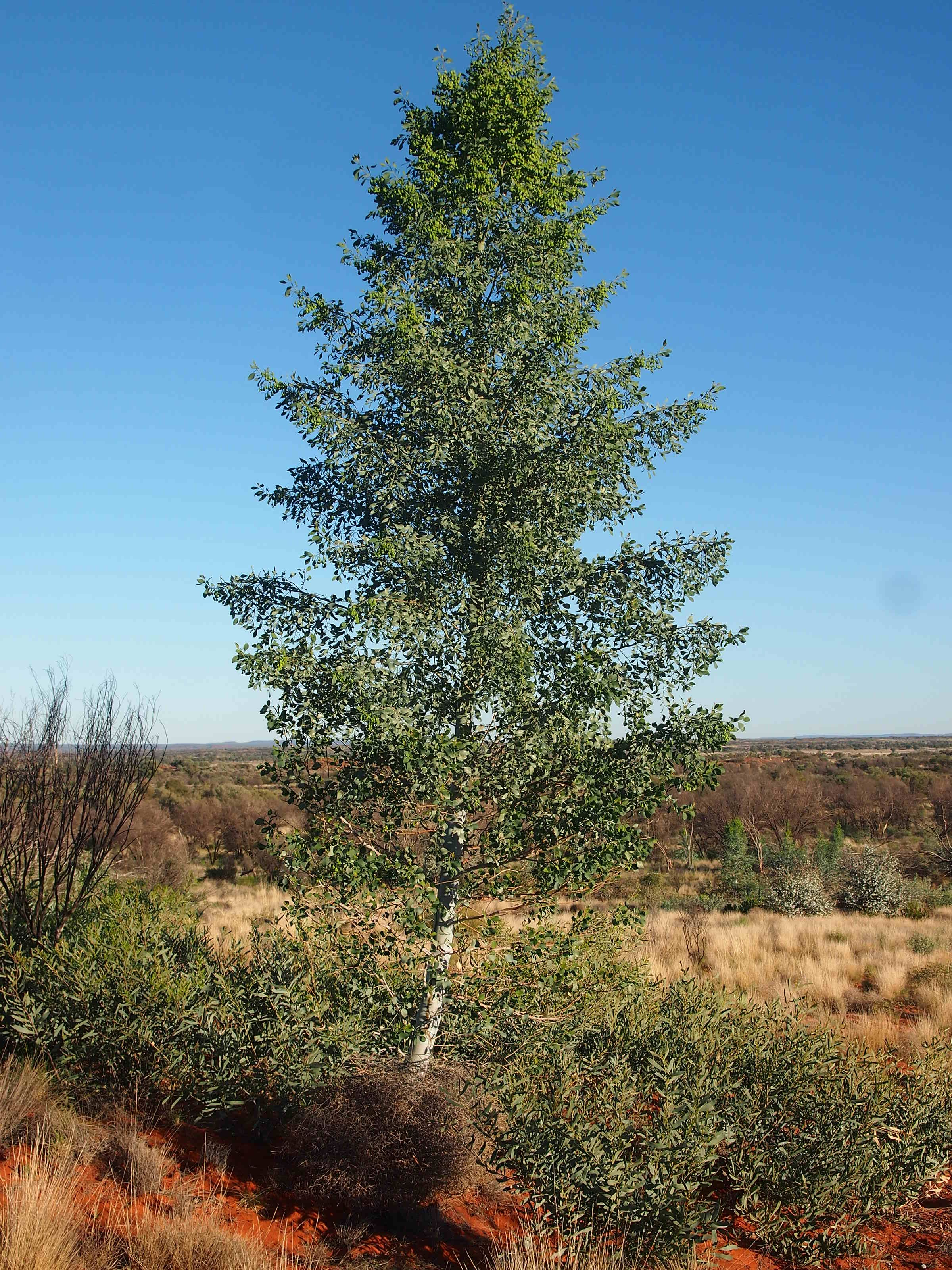